# Langlire
Langlire est un village de la commune belge de Gouvy située en Région wallonne dans la province de Luxembourg.

## Géographie
Le village de Langlire se situe au Nord-ouest de la commune de Gouvy.
Le village possède le point le plus haut de la commune, c’est-à-dire 592,5 m sur la colline en direction de Lomré. 
| Bihain     | Petite-Langlire | Provedroux |
| Tailles    | Langlire        | Courtil    |
| Pisserotte | Lomré           | Baclain    |

## Transport
Le village de Langlire est traversé par 2 lignes de bus. La ligne 14/6 qui relie Houffalize-Vielsalm-Rogery-Schmiede et la ligne 18/3 qui relie Houffalize-Montleban-Ottre-Vielsalm.